# محمود مفتاح‌الملک
محمود مفتاح‌الملک (۱۲۶۰ قمری - ۱۳۳۵ قمری مصادف با دی‌ماه ۱۲۹۵ خورشیدی) نویسنده و دیپلمات ایرانی عصر قاجار بود.

## تولد و تبار
مفتاح‌الملک در ۲۵ ربیع‌الثانی ۱۲۶۰ قمری در تهران به دنیا آمد. خانواده او از طایفه نائیج از منطقه نور مازندران بودند و پدرانش در دستگاه قاجار مناصب دولتی داشتند. پدرش میرزا یوسف حکیم نوری (فوت: ۱۳۰۷ قمری) و پدربزرگش میرزا محمدحسین مستوفی نوری به شغل مستوفی‌ اشتغال داشتند و جدش محمدخان بیک از بزرگان رستمدار بود.
میرزا یوسف در عین اشتغال به مناصب دیوانی، شاعر و اهل علم و مطالعه و همچنین درویش و عارف مسلک بود. او پنج پسر و سه دختر داشت: میرزا محمودخان نوری (مفتاح‌الملک)، میرزا احمدخان نوری (مفتاح‌الممالک)، میرزا محمدحسین‌خان نوری، میرزا ابوالقاسم‌خان نوری، میرزا عبدالرحیم خان (مفتح‌الملک)؛ و دخترانش عبارت بودند از طوبی مفتاح همسر میرزا ابراهیم‌خان یوشی (اعظام‌السلطنه) و حاصل این وصلت علی اسفندیاری (نیما یوشیج) است. دختر دیگر او خاور خانم مفتاح همسر میرزا مهدی مستوفی کاردار بود که دختر او سلیمه کاردار مادر پرویز ناتل خانلری است. بالاخره سومین دختر زهرا خانم، همسر کمال‌الملک بود که حاصل این وصلت یک دختر و دو پسر بوده است. 
رضاقلی‌خان هدایت در مجمع‌الفصحا و سید احمد دیوان‌بیگی شیرازی در حدیقه‌الشعرا از میرزا یوسف یاد کرده‌اند.

## زندگی نامه
مفتاح‌الملک از کودکی به کشف رمز علاقه داشت و اسناد قدیمی را که به صورت رمز نوشته شده بود، به تقاضای دوستان پدرش رمزگشایی می‌کرد؛ از جمله نسخه‌ای را که میرزا یوسف خان مستشارالدوله به رمز نوشته و حل آن را به مسابقه گذاشته بود، حل کرد و یک ساعت کرنومتردار جایزه گرفت. پس از موفقیت در این کار، ناصرالدین شاه او را مامور کشف مکاتبات رمزی قائم مقام فراهانی و محمدشاه قاجار کرد. پس از توفیق در این کار، در بیست و شش سالگی به استخدام وزارت امور خارجه درآمد و منشی رموز وزارت خارجه و مامور تدوین مکاتبات رمزی این وزارت خانه شد. در سال‌های بعد و به دنبال او بسیاری از برادران و سپس فرزندانش نیز وارد وزارت خارجه شدند. 
در سال ۱۲۹۵ قمری لقب «خانی» و نشان درجه سوم مجیدی عثمانی دریافت کرد. در سال ۱۲۹۶ قمری موفق به دریافت نشان درجه دوم استانسیلاس روسیه شد. در سال ۱۳۰۰ قمری لقب «مفتاح‌الملک» گرفت و سال بعد نایب اول وزارت امور خارجه شد. در ۱۳۰۳ قمری نشان درجه دوم شیر و خورشید گرفت. در ۱۳۰۴ قمری نایب اول وزارت امور خارجه شد. در ۱۳۰۹ قمری موفق به دریافت نشان درجه اول شیر و خورشید شد. 
در دوران مظفری از پایه‌گذاران و اولین اعضای انجمن معارف بود. در سال ۱۳۱۵ قمری به عنوان خزانه‌دار انجمن معارف و سردبیر روزنامه معارف (روزنامه این انجمن) معرفی شد. بر اساس گزارشی منقول، در انجمن معارف از وابستگان میرزا علی‌اصغر اتابک و جعفرقلی خان نیرالملک هدایت بود و با محمود احتشام‌السلطنه، میرزا حسن رشدیه و میرزا مهدی خان‌شقاقی ممتحن‌الدوله رقابت و دشمنی می‌ورزید. در ۱۳۱۶ قمری نشان درجه اول مجیدی عثمانی را دریافت کرد. در سال ۱۳۱۷ قمری به عضویت دارالشوری کبری درآمد. با به سلطنت رسیدن محمدعلی‌شاه معاون وزارت خارجه شد. در اوایل دوران احمدشاه به عنوان مشاور وزارت خارجه فعالیت می‌کرد و پس از آن از کار کناره گرفت. 

## نگارش کتاب
مفتاح‌الملک علاوه بر سردبیری روزنامه انجمن معارف، علائق و فعالیت‌های گوناگونی داشت و در زندگی خود به سرودن شعر، طراحی بازی، مسابقه و اسباب بازی نیز مشغول بود.
او در سال ۱۳۰۱ قمری اولین مسابقه را در نشریات ایران به نگارش درآورد. او همچنین به عنوان نویسنده اولین مجموعه داستان مدرن ادبیات کودکان ایران، نویسنده اولین کتاب فارسی‌آموز کودک در ایران و اولین گزینش‌گر متون کهن برای کودکان، مطرح است.
مفتاح‌الملک اولین کتاب خود را به نام تادیب‌الاطفال در سن سی و چهارسالگی منتشر کرد و تا آخر عمر هفت کتاب دیگر نیز نوشت. از این میان، پنج کتاب برای کودکان تالیف شده است که عبارت است از:
- تادیب‌الاطفال، در سال ۱۲۹۳ قمری
- الف و بای مصور، در سال ۱۳۰۳ قمری
- مثنوی‌الاطفال، در سال ۱۳۰۹ قمری
- تعلیم‌الاطفال، در سال ۱۳۲۲ قمری
- خلاصه‌التواریخ، در سال ۱۳۲۵ قمری

و آثار زیر را برای بزرگ سالان تالیف کرده است:
- مفتاح‌الرموز و رمز محمودی
- کشف‌الاسرار ناصری
- ناسخ‌الرموز

## در نگاه دیگران
احتشام‌السلطنه درباره او می‌نویسد:
«میرزا محمودخان مفتاح‌الملک، رئیس مرموزات، از اهالی مازندران و از اعضای قدیمی وزارت خارجه بود. مفتاح‌الملک خود را مبدع رمز وزارت خارجه می‌دانست و مدعی بود که علامات رمز ابداعی ایشان غیرقابل کشف است. در صورتی که نه تنها کشف مراسلات و تلگرافات رمز وزارت خارجه برای همه کس میسر بود، بلکه چنانچه قبلا اشاره کرده، اصولا هیچ مطلبی در وزارت خارجه و دولت علیه و حتی در دربار و نزد شخص پادشاه به صورت محرمانه و رمز از مبدا به مقصد نمی‌رسید و قبل از آنکه برای تبدیل کشف به رمز یا بالعکس، تحویل متصدی مرموزات بشود، مفاد و مدلول آن به آگاهی تمام مراجع ذی‌ربط رسیده بود. مفتاح‌الملک مردی خوش‌روی و خوش صحبت بود، محل مداخلی نداشت و انصافا با فرنگی‌ها آمد و رفت نمی‌کرد. درستکار و شریف بود، فساد و انحرافی از او شنیده نشد. خیلی خوش گذران و خوش پذیرایی بود و مکنت و اندوخته‌ای نداشت... حقوق و مستمری او از تمام اجزای وزارت خارجه بیش‌تر بود، ولی چون خراج و بذال بود، مواجبش کفایت مخارج او را نمی‌کرد.»
و در جای دیگر می‌نویسد:
«اداره مرموزات را به دو قسمت داخله و خارجه تقسیم کردند و اداره مرموزات داخلی را که جزو ادارات وزارت خارجه بود به پسر دویم او (=مفتاح‌الملک)، یعنی میرزا داوودخان با لقب مفتاح‌السلطنه، دادند... اداره مرموزات خارجه همچنان جزو وزارتخانه باقی ماند و پسر بزرگتر مفتاح‌الملک، یعنی میرزا مسعودخان، با لقب مفتاح‌الدوله، رئیس اداره آن شد. بعد از این تقسیمات مفتاح‌الملک قدری کناره‌گرفت و جزو روسای وزارت خارجه گردید و مورد احترام همه بود.»

## ازدواج و فرزندان
مفتاح‌الملک سه بار ازدواج کرد که از همسر اول خود دختری به نام انیس‌آغا و از همسر دوم خدیجه خانم، هشت پسر به نام‌های میرزا مسعودخان مفتاح‌الدوله، داوود خان مفتاح‌السلطنه، محمد مفتاح لشکر، موسی‌خان مفتاح‌الملک، مصطفی، مرتضی، منصور و معصوم و سه دختر به نام‌های مطهر، عزت و عشرت داشت. همسر سوم او نیز دو پسر به نام‌های محسن و مهدی مفتاح داشت که مهدی موسیقی‌دانی شناخته شده و برجسته شد.